# Bob Wicks
Robert Blaine Wicks (Pasadena, 24 de julio de 1950) es un exjugador profesional de fútbol americano estadounidense. Jugó fútbol americano universitario con los Utah State Aggies y fue seleccionado en la octava ronda del draft de la National Football League (NFL) de 1972 por los St. Louis Cardinals. Jugó en la NFL como wide receiver durante dos temporadas, jugando para los Cardinals, los Green Bay Packers y los New Orleans Saints.

## Primeros años de vida
Wicks nació el 24 de julio de 1950 en Pasadena. Creció compitiendo en fútbol americano, béisbol, baloncesto y atletismo. A partir del cuarto grado y durante la universidad, a menudo fue compañero de equipo del quarterback John Strycula, que vivía cerca. Wicks asistió a Royal Oak High School en Covina (California), junto con Strycula, donde jugó fútbol americano como end y safety. Fue el primer exalumno de Royal Oak en jugar en la NFL. Fue All-Hacienda League como júnior y como sénior en 1967, fue nombrado primer equipo de la liga tanto en ala como en seguridad. Además del fútbol americano, también fue un jugador de la liga en baloncesto en Royal Oak. Wicks aceptó una beca para jugar fútbol americano universitario para los Utah State Aggies, donde se le unió Strycula.

## Carrera universitaria
Con el equipo de primer año en Utah State en 1968, Wicks jugó «todo y en cualquier lugar». Además de jugar como defensive back y tailback suplente, también fue especialista en devoluciones, registrando un touchdown de 70 yardas en una patada de despeje contra Snow College. Debutó con el equipo universitario en 1969 contra Wichita State, pero sufrió una lesión que lo limitó por el resto de la temporada. Sin embargo, fue titular como wide receiver y atrapó 19 pases para 272 yardas, anotando dos touchdowns en el último partido de la temporada.
En 1970, Wicks ayudó a Utah State a compilar un récord de 5-5 mientras estaba entre los principales receptores y regresadores de despeje de la nación. Atrapó 47 pases para 642 yardas y tuvo 16 devoluciones de despeje para 279 yardas y dos touchdowns, con un promedio de 17.4 yardas por devolución. Luego atrapó 58 pases, líder del equipo, para 862 yardas como sénior, mientras que Utah State compiló un récord de 8-3. Ese año, estableció el récord de temporada única de Utah State con 58 recepciones, estableció el récord de carrera con 124 recepciones totales e empató el récord de recepciones de un solo juego de la escuela (13) mientras establecía el récord de yardas de recepción de un solo juego (211) contra Idaho. Anotó un total de 10 touchdowns en Utah State y fue invitado al Senior Bowl al concluir su carrera universitaria.

## Carrera profesional
Wicks fue seleccionado por los St. Louis Cardinals en la octava ronda (posición global 188) del draft de la NFL de 1972. Firmó su contrato de rookie en mayo de 1972 y terminó formando parte de la plantilla final del equipo. Wicks hizo su debut en la NFL en la victoria de los Cardinals en la Semana 1 sobre los Baltimore Colts y apareció en los primeros nueve juegos del equipo, registrando una recepción de ocho yardas. Después de la Semana 9, fue enviado al «equipo de taxi» de los Cardinals. Fue liberado por los Cardinals el 5 de septiembre de 1973. El 31 de octubre de 1973, firmó con los San Diego Chargers, aunque luego fue liberado sin jugar en un partido.
En 1974, Wicks firmó con los Green Bay Packers. Formó parte de la plantilla final y apareció en la derrota de la Semana 1 del equipo ante los Minnesota Vikings. Fue utilizado principalmente en equipos especiales para los Packers y luego fue liberado poco después de su único partido con el equipo. En noviembre, firmó con los New Orleans Saints. Jugó para los Saints en los últimos cinco partidos de la temporada en equipos especiales. Anunció su retiro del fútbol americano profesional en julio de 1975, terminando su carrera con 15 partidos jugados y una recepción de ocho yardas.

## Últimos años
Con su esposa, Kitty, Wicks tiene tres hijos y una hija. Después de su carrera futbolística, trabajó en Covina para una empresa de autobuses antes de unirse a All Pack Company, Inc., una empresa de embalaje propiedad de los padres de su esposa. Trabajó para la empresa hasta su jubilación y se mudó a Arizona en 2015. También compitió en torneos de sóftbol.